# Manduria
Manduria é uma comuna italiana da região da Puglia, província de Taranto, com cerca de 30.864 habitantes. Estende-se por uma área de 178 km², tendo uma densidade populacional de 173 hab/km². Faz fronteira com Avetrana, Erchie (BR), Francavilla Fontana (BR), Maruggio, Oria (BR), Porto Cesareo (LE), Sava.

## Demografia
| Variação demográfica do município entre 1861 e 2011                               |
|                                                                                   |
| Fonte: Istituto Nazionale di Statistica (ISTAT) - Elaboração gráfica da Wikipedia |